# U.S. National Championships 1942
Gli U.S. National Championships 1942 (conosciuti oggi come US Open) sono stati la 62ª edizione degli U.S. National Championships e quarta prova stagionale dello Slam per il 1942. Tutti i tornei si sono disputati al West Side Tennis Club nel quartiere di Forest Hills di New York negli Stati Uniti.
Il singolare maschile è stato vinto dallo statunitense Ted Schroeder, che si è imposto sul connazionale Frank Parker in cinque set col punteggio di 8–6, 7–5, 3–6, 4–6, 6–2. Il singolare femminile è stato vinto dalla statunitense Pauline Betz Addie, che ha battuto in finale in tre set la connazionale Louise Brough Clapp. Nel doppio maschile si sono imposti Gardnar Mulloy e Bill Talbert. Nel doppio femminile hanno trionfato Louise Brough e Margaret Osborne. Nel doppio misto la vittoria è andata a Louise Brough, in coppia con Ted Schroeder.

## Seniors

### Singolare maschile
Ted Schroeder hanno battuto in finale  Frank Parker con il punteggio di 8–6, 7–5, 3–6, 4–6, 6–2.

### Singolare femminile
Pauline Betz Addie hanno battuto in finale  Louise Brough Clapp con il punteggio di 4–6, 6–1, 6–4.

### Doppio maschile
Gardnar Mulloy /  Bill Talbert hanno battuto in finale  Ted Schroeder /  Sidney Wood con il punteggio di 9–7, 7–5, 6–1.

### Doppio femminile
Louise Brough /  Margaret Osborne hanno battuto in finale  Pauline Betz /  Doris Hart con il punteggio di 2–6, 7–5, 6–0.

### Doppio misto
Louise Brough /  Ted Schroeder hanno battuto in finale  Patricia Todd /  Alejo Russell con il punteggio di 3–6, 6–1, 6–4.